# Johnny Haynes
John "Johnny" Norman Haynes (Londres, 17 de Outubro de 1934 –– Edimburgo, 18 de Outubro de 2005) foi um futebolista inglês. Ficou conhecido como "Maestro", ou "o melhor passador", como Pelé o descreveu,

## Carreira

### Fulham e Seleção
Iniciou sua carreira muito jovem, o que fez o Fulham emprestá-lo a clubes amadores até os dezessete (na época, ele não tinha idade para assinar um contrato profissional). Suas atuações o levaram a seleção principal.
Chegou a defender todas as categorias inferiores antes de chegar a principal, sendo o primeiro jogador a fazer tal feito. Teve grande desempenho no English Team, sendo chamado para três Copas do Mundo (embora não tenha sido um dos jogadores que não viajaram com o elenco para a de 1954), e, durante três anos foi o capitão, passando mais tarde a braçadeira ao lendário Bobby Moore. Haynes também estaria presente no elenco campeão em 1966, mas por conta de um acidente de moto, teve uma séria lesão nos seus ligamentos e acabou ficando de fora.
Seu futebol era tão desejado, que Haynes foi o primeiro atleta profissional a ganhar um salário de cem libras por semana. Na época, o teto salarial era de vinte libras, mas quase sempre burlado pelos clubes. O presidente do Fulham na época, Tommy Trinder, disse que queria pagar mais a Haynes, declarando que “Ele vale pelo menos três vezes esse valor”. O Fulham ainda chegou a recusar uma proposta do Milan de cerca de oitenta mil libras, que quebraria o recorde de transferência da época (que era de menos da metade disso) e faria dele o jogador mais bem pago do mundo.

### Africa do Sul
Apesar de seu brilhante futebol, e ter defendido o Fulham por quase duas décadas, conquistou seu primeiro título apenas no sul-africano Durban City. E foi no banido futebol da África do Sul (a FIFA suspendera o país devido às exigências locais de que o apartheid vigorasse também no futebol) que ele encerraria a carreira, em 1975.

## Falecimento
Logo após se aposentar, acabou não exercendo funções no futebol. Em 2005, um dia antes do seu aniversário, Haynes sofreu um acidente de carro que ocasionou sua morte dois dias depois. Antes, havia "emprestado" seu nome a uma das arquibancadas do Craven Cottage (estádio do Fulham).